# Segunda División 1951-1952 (Messico)
Il campionato di calcio di Segunda División messicana 1951-1952 è stato il secondo campionato di secondo livello del Messico. Cominciò il 23 settembre 1951 e si concluse il 27 gennaio del 1952. Vide la vittoria finale del La Piedad, con relativa promozione in Primera División.

## Squadre partecipanti
| Club              | Città                 | Stadio                        | Stagione 1950-1951                         |
| ----------------- | --------------------- | ----------------------------- | ------------------------------------------ |
| Irapuato          | Irapuato              | Estadio Irapuato              | 4º posto in Segunda División               |
| La Concepción     | Puebla                |                               | [ 1 ]                                      |
| La Piedad         | La Piedad             | Estadio Juan Nepomuceno López | [ 2 ]                                      |
| Moctezuma         | Orizaba               | Estadio Moctezuma             | [ 3 ]                                      |
| Deportivo Morelia | Morelia               | Campo Morelia                 | 4º posto in Segunda División               |
| Pachuca           | Pachuca               | Estadio Revolución Mexicana   | 3º posto in Segunda División               |
| Querétaro         | Santiago de Querétaro | Estadio Corregidora           | 6º posto in Segunda División               |
| San Sebastián     | León                  | Estadio La Martinica          | 12º posto in Primera División (Retrocesso) |
| Toluca            | Toluca                | Campo del Tívoli              | 6º posto in Segunda División               |
| Zamora            | Zamora de Hidalgo     | Parque Juan Carreño           | 2º posto in Segunda División               |

## Classifica finale
|  | Pos. | Squadra           | Pt | G  | V  | N | P  | GF | GS | DR  |
|  | ---- | ----------------- | -- | -- | -- | - | -- | -- | -- | --- |
|  | 1.   | La Piedad         | 25 | 18 | 10 | 5 | 3  | 37 | 21 | +16 |
|  | 2.   | San Sebastián     | 22 | 18 | 9  | 4 | 5  | 50 | 28 | +22 |
|  | 3.   | Toluca            | 21 | 18 | 8  | 5 | 5  | 44 | 34 | +10 |
|  | 4.   | La Concepción     | 20 | 18 | 8  | 4 | 6  | 36 | 22 | +14 |
|  | 5.   | Irapuato          | 18 | 18 | 5  | 8 | 5  | 29 | 26 | +3  |
|  | 6.   | Zamora            | 18 | 18 | 5  | 8 | 5  | 27 | 27 | 0   |
|  | 7.   | Deportivo Morelia | 18 | 18 | 7  | 4 | 7  | 33 | 39 | -6  |
|  | 8.   | Moctezuma         | 17 | 18 | 7  | 3 | 8  | 32 | 31 | -1  |
|  | 9.   | Querétaro         | 15 | 18 | 4  | 7 | 7  | 19 | 34 | -15 |
|  | 10.  | Pachuca           | 6  | 18 | 3  | 0 | 15 | 21 | 66 | -45 |

Legenda:
      Promosso in Primera División
Note:
Due punti a vittoria, uno a pareggio, zero a sconfitta.

## Risultati

### Tabellone
|               | IRA | LCO | LPI | MOC | MOR | PAC | QUE | SSE | TOL | ZAM |
| Irapuato      |     | 2-2 | 1-1 | 3-0 | 2-0 | 3-1 | 0-2 | 3-2 | 1-1 | 1-1 |
| La Conceptión | 2-0 |     | 1-2 | 2-1 | 5-1 | 5-1 | 4-1 | 2-2 | 1-1 | 3-1 |
| La Piedad     | 3-3 | 1-0 |     | 6-2 | 4-0 | 0-1 | 1-1 | 1-1 | 1-1 | 2-1 |
| Moctezuma     | 0-0 | 1-0 | 1-2 |     | 0-1 | 5-0 | 3-0 | 5-3 | 4-3 | 3-1 |
| Morelia       | 2-1 | 1-2 | 3-1 | 1-1 |     | 3-1 | 1-1 | 1-3 | 4-1 | 5-1 |
| Pachuca       | 1-0 | 2-5 | 1-6 | 2-3 | 3-4 |     | 2-1 | 0-4 | 3-9 | 0-3 |
| Queretaro     | 1-1 | 1-0 | 1-2 | 1-0 | 2-2 | 2-1 |     | 1-1 | 0-0 | 2-2 |
| San Sebastián | 3-2 | 2-1 | 1-2 | 1-0 | 6-1 | 8-1 | 8-1 |     | 3-2 | 0-0 |
| Toluca        | 3-5 | 1-0 | 1-2 | 2-0 | 5-3 | 3-1 | 3-1 | 3-1 |     | 5-4 |
| Zamora        | 1-1 | 1-1 | 1-0 | 3-3 | 0-0 | 2-0 | 3-0 | 2-1 | 0-0 |     |

## Verdetti Finali
- La Piedad è promossa in Primera División 1952-1953.
- Nessuna retrocessione.